# Hendersonville (Tennessee)
Hendersonville – miasto w Stanach Zjednoczonych, w stanie Tennessee, w hrabstwie Sumner.